# GTPasi
Le GTPasi sono enzimi che idrolizzano GTP (guanosintrifosfato).
Questi enzimi sono generalmente in forma attiva quando legano il nucleoside trifosfato (GTP) e in forma inattiva se legano il nucleoside difosfato (GDP). Per questa ragione sono spesso considerati degli interruttori molecolari, che li rende particolarmente utili all'interno di una cellula come regolatori.
Proteine strettamente legate alle GTPasi sono le proteine che attivano la GTPasi (GAP), stimolando queste ultime a idrolizzare il GTP a GDP e Pi (fosfato inorganico). Il GDP così ottenuto resta legato alla GTPasi finché un'ulteriore proteina, il fattore di scambio nucleotidico (GEF), non sostituisce il nucleoside difosfato con un nucleoside trifosfato.
Sono generalmente distinte in due classi: 
- GTPasi trimeriche, costituite da tre monomeri differenti. Note anche come proteine G, sono fondamentali per la segnalazione intracellulare, legano specifici recettori proteici inseriti nella membrana plasmatica (recettori a serpentina).
- GTPasi monomeriche, costituite da una sola unità. Di questa classe sono di importanza rilevante le proteine Ras, anch'esse fondamentali per la segnalazione intracellulare legando indirettamente recettori transmembrana proteici (recettori tirosin chinasici).